# أليكس رايس
أليكس رايس (بالإنجليزية: Alex Rice)‏ هي ممثلة أمريكية، ولدت في 28 نوفمبر 1972 في كاناواكي في كندا.

## وصلات خارجية
- الموقع الرسمي
- أليكس رايس على موقع IMDb (الإنجليزية)
- أليكس رايس على موقع قاعدة بيانات الفيلم (الإنجليزية)